# Luís de Sousa Faísca

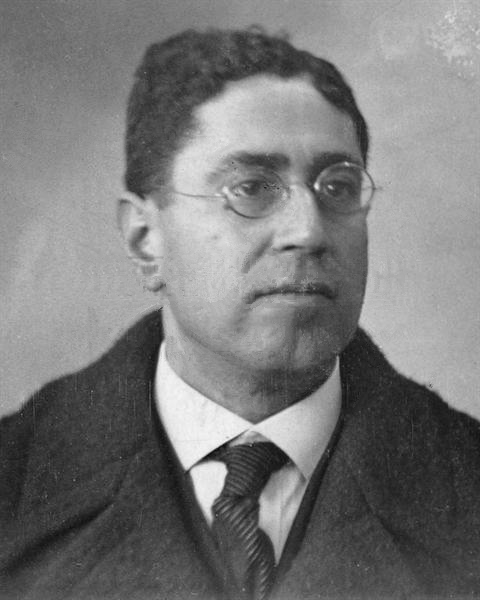
Luís de Sousa Faísca

Luís de Sousa Faísca foi Governador Civil de Faro por três mandatos: entre 2 de Fevereiro e 30 de Maio de 1921; entre 14 de Novembro de 1921 e 13 de Janeiro de 1922; e de 18 de Fevereiro a 29 de Dezembro de 1922.